# 이글레시아 니 그리스도
 이글레시아 니 그리스도(타갈로그어:Iglesiani Cristo)는 필리핀의 반삼위일체 기독교 교파이다. 타갈로그어로 '그리스도의 교회'를 의미한다.
펠릭스 마나로가 1914년에 창설한, 1963년에 엘러뇨 마나로가 교단을 이었다.